# Annemarie Forder
Annemarie Forder (Gold Coast, 31 gennaio 1978) è un'ex tiratrice a segno australiana.

## Palmarès

### Olimpiadi
- 1 medaglia:
  - 1 bronzo (Sydney 2000 nella pistola ad aria)
- 1 medaglia:
  - 1 argento (Barcellona 1998 nella pistola ad aria)